# Frégate de défense et d'intervention
La frégate de défense et d’intervention (FDI), ou classe Amiral Ronarc'h est pour la France, une classe de frégates de premier rang devant équiper, à partir de 2025, la marine nationale française et la marine de guerre hellénique.
Le programme, auparavant dénommé frégates de taille intermédiaire, a été lancé par la France afin de succéder au programme des frégates multimissions. Il s'agit d'un navire plus léger, de 4 460 tonnes à pleine charge au lieu de 6 278 tonnes, tout en embarquant le même armement.
Les frégates sont construites à Lorient par la société Naval Group.

## Historique

### Programme
Le programme de la Frégate de Taille Intermédiaire (FTI) répond au besoin d'une flotte de quinze frégates de premier rang et doit permettre à la Marine nationale d'évoluer en zone de guerre, comme le recommande le Livre blanc sur la défense et la sécurité nationale 2013. Cinq nouvelles frégates doivent compléter les huit FREMM de la classe Aquitaine et les deux frégates FDA de la classe Horizon.
Le projet est évoqué en juin 2013 et son contour est alors flou.
En mai 2015, le concept est figé. Selon l'amiral Bernard Rogel et la direction générale de l'Armement, la FTI serait dotée de capacités antiaériennes significatives avec un radar à antenne active et plans fixes, de moyens anti-sous-marins (hélicoptère et sonar remorqué) et aurait un déplacement de 4 000 à 4 500 tonnes. Le 29 mai 2015, le ministre de la Défense Jean-Yves Le Drian annonce le lancement de ce programme sur la base d'aéronautique navale de Lann-Bihoué. Il évoque alors 5 FTI devant compléter les FREMM de classe Aquitaine, dont le nombre est réduit de 11 à 8,.
Les FTI, de taille contenue, correspondraient mieux aux demandes des marchés d'exportation selon la direction générale de l'Armement, et permettent par ailleurs de maintenir les capacités de développement et de production de la société Naval Group,.
La FTI étant un navire plus léger, sa capacité à remplacer les FREMM poste pour poste a cependant fait l'objet de controverses. Le ministère des Armées précise d'ailleurs que ces bâtiments auront pour but de « compléter les unités de combat plus puissantes » et non de porter un armement identique.
Au début de 2019, la dénomination FTI, considérée peu vendeuse, est abandonnée au bénéfice de Frégate de Défense et d'Intervention (FDI). Le concepteur, Naval Group, leur avait déjà donné dès la fin 2016 un nom plus commercial pour le marché export, la Belharra (en référence à la célèbre vague basque), ou plus exactement « Belh@rra » pour souligner leur caractère digital.
Ces navires s'ajouteront puis remplaceront nombre pour nombre les frégates de la classe La Fayette, frégates de second rang considérées comme insuffisamment armées par la Marine nationale, notamment en matière de lutte anti-sous-marine (ASM). Trois unités de cette classe ont été modernisées, dans l'attente de la livraison des premières FDI à partir de 2025.

### Développement
Le projet a bénéficié d'une autorisation d'engagement de 125 millions d'euros en 2015, et à la suite du comité ministériel d'investissement tenu le 11 novembre 2015, le ministère de la Défense a donné l'accord pour son lancement.
L'étude des FDI a débuté en 2016 pour une entrée en service prévue en 2023. L'étude a été confiée à la société Naval Group. Le démarrage du programme a été avancé de deux ans par rapport au plan initial de la loi de programmation militaire 2014-2019, passant à 2018 avec une fin prévue en 2029.
La FDI proposée à l'exportation, une des principales raisons du lancement de ce programme, peut recevoir un équipement différent de la version française. Deux standards successifs présentent des différences dans l'équipement de brouillage et dans le nombre de missiles antiaériens Aster. Pour des raisons budgétaires, les premiers exemplaires livrés disposeront de capacités amoindries en matière de guerre électronique au moins jusqu’en 2026. Ce standard 1 (16 Aster, certains équipements manquants) est bien sûr potentiellement modernisable. Les versions ultérieures seront tout de suite au standard 2 (32 Aster, équipement complet).

### Construction
La construction de la tête de série, l'Amiral Ronarc'h est lancée le 24 octobre 2019 à Lorient, sur le site de Naval Group, les essais en mer débutent en octobre 2024. La commande française porte sur 5 frégates qui doivent être livrées à la Marine entre 2025 et 2032, et dont les noms rendent hommage aux amiraux du XXe siècle de la Marine nationale : les amiraux Ronarc'h, Louzeau, Castex, Nomy et Cabanier.
Une FDI nécessiterait un million d'heures de travail. Elles sont produites selon une nouvelle méthode, le takt time, mise en place depuis avril 2013. La mature et la coque sont ainsi produites en même temps, puis assemblées après la mise à l'eau du navire. De plus, les plans sont tous numériques grâce à une organisation gérée par tablettes affichant des plans en 3D. Cela permet de repérer en quelques minutes (alors qu'il fallait une heure auparavant) les défauts en filmant la pièce aux alentours. En cas de déformation ou d'absence d'un élément, la tablette émet une alerte. Elle affiche également aux ouvriers les outils et matériels nécessaires.
Pour le quatrième navire du programme, la frégate grecque Formion, quelques blocs sont issus du chantier naval grec Samalis Shipyard de Salamine. Ces blocs sont ensuite envoyés à Lorient pour l'assemblage.

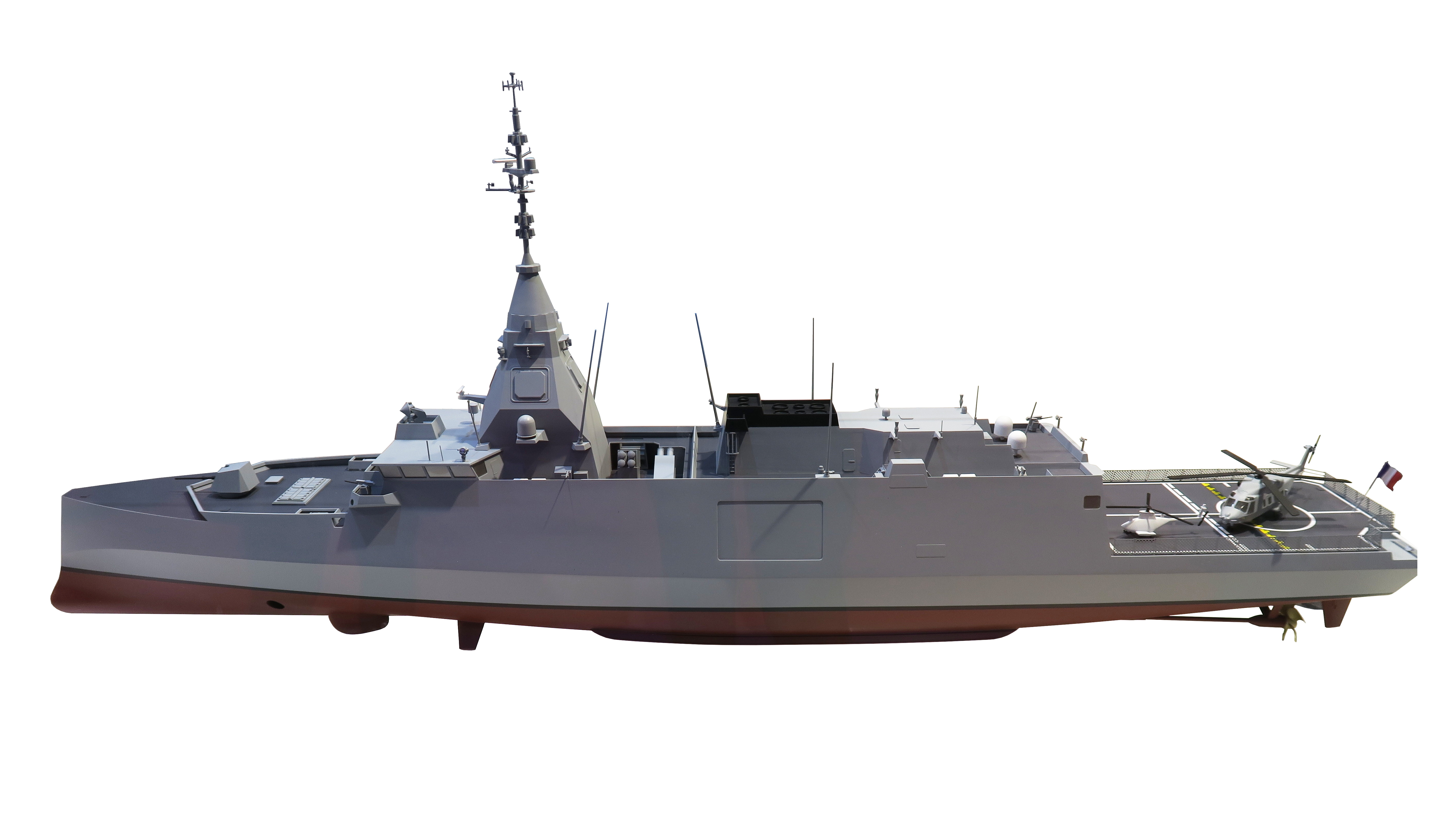
Maquette du concept FTI - salon Euronaval, 2016.
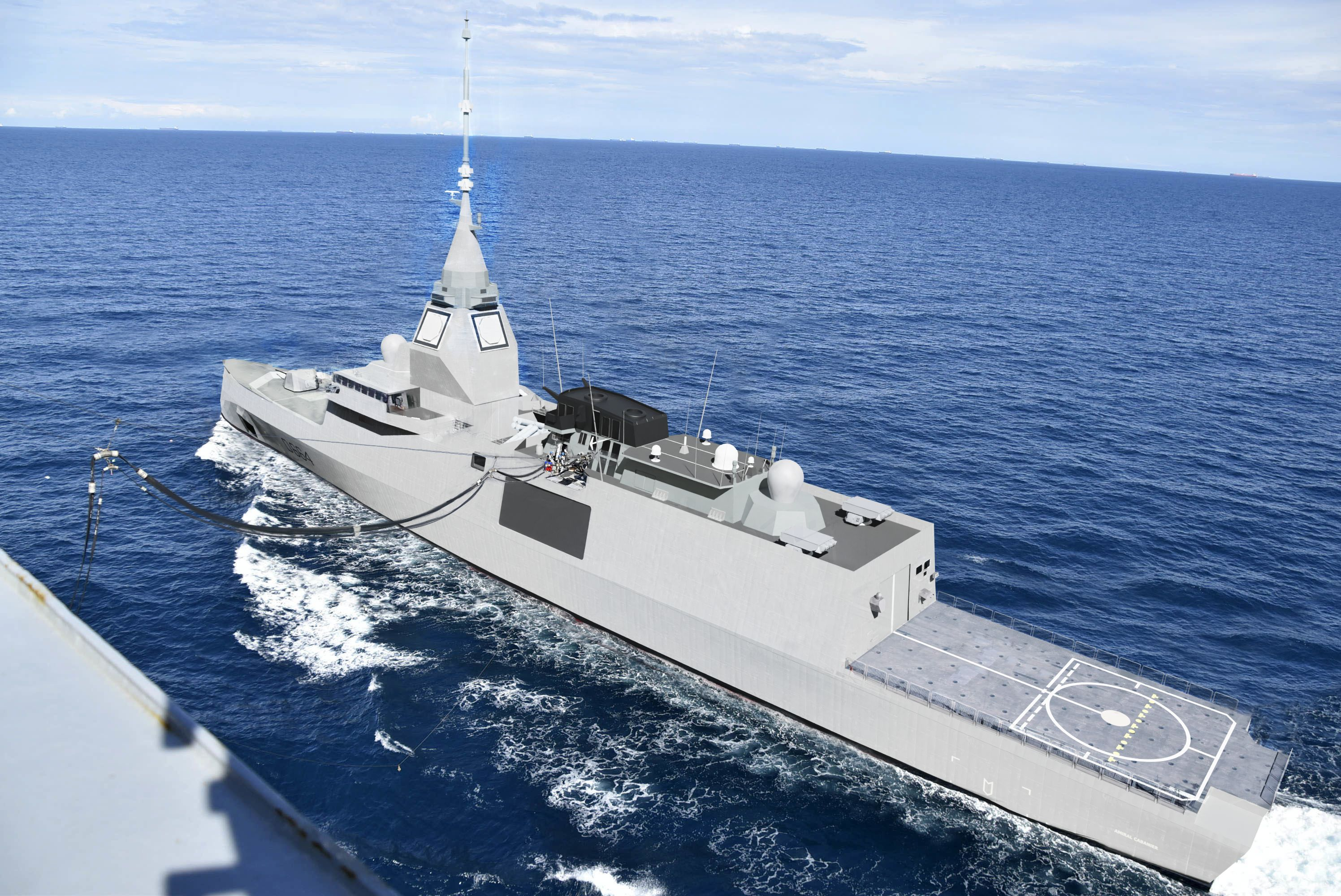
Image de synthèse d'un ravitaillement à la mer (RAM) de la frégate Amiral Cabanier (D664).
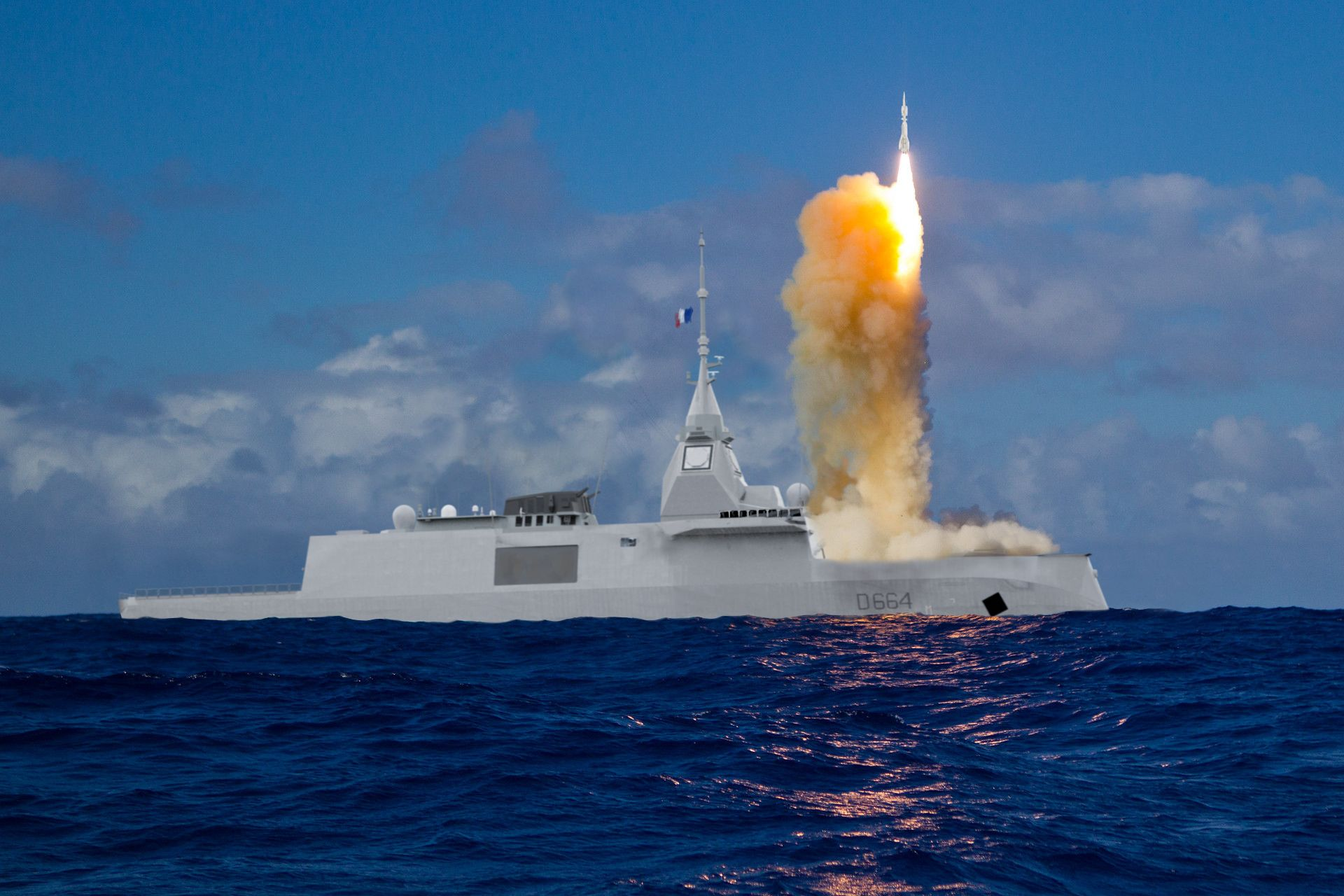
Image de synthèse d'un tir de missile Aster-30.
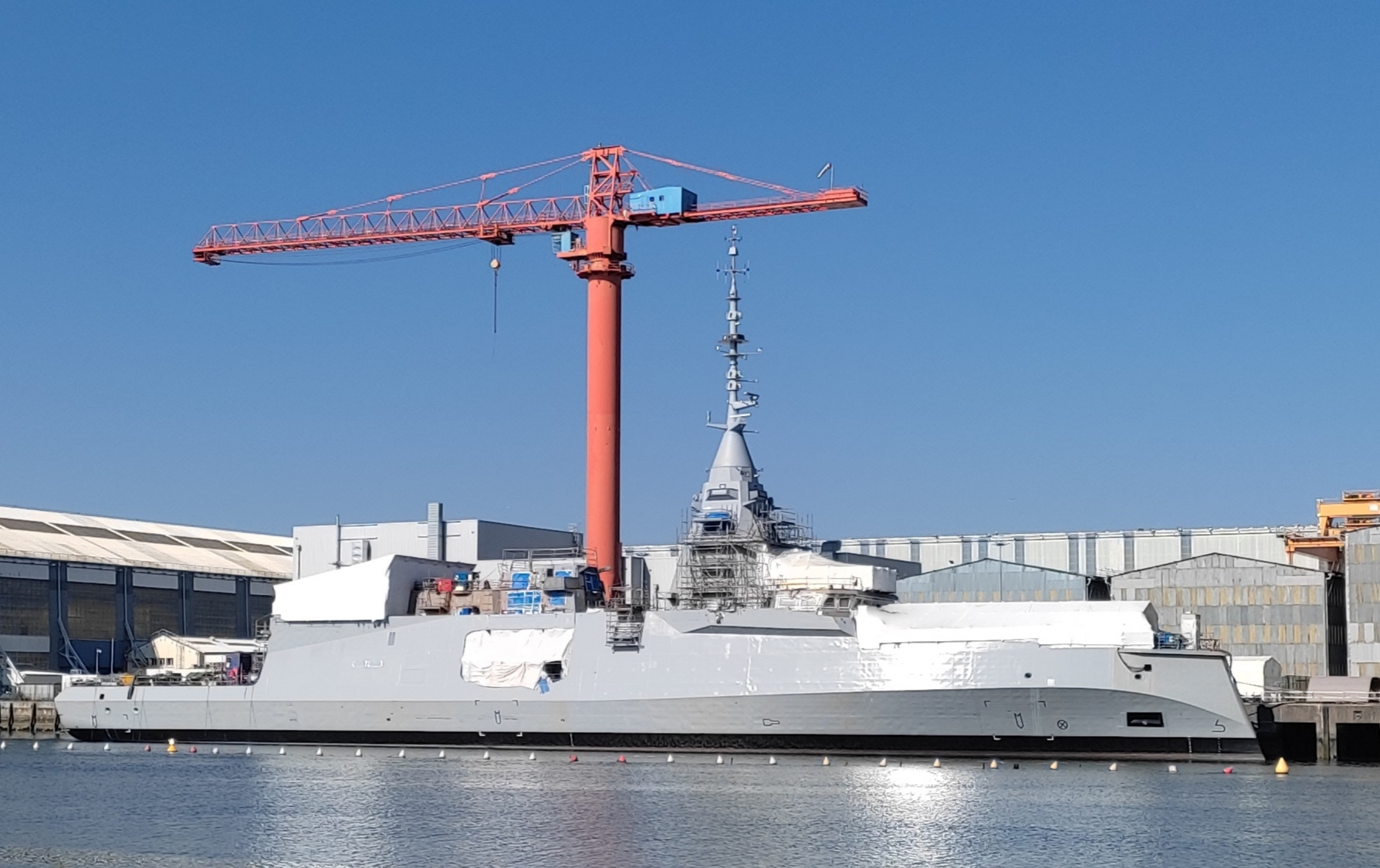
La première FDI en construction à Lorient, 2023.

## Caractéristiques

### Version française

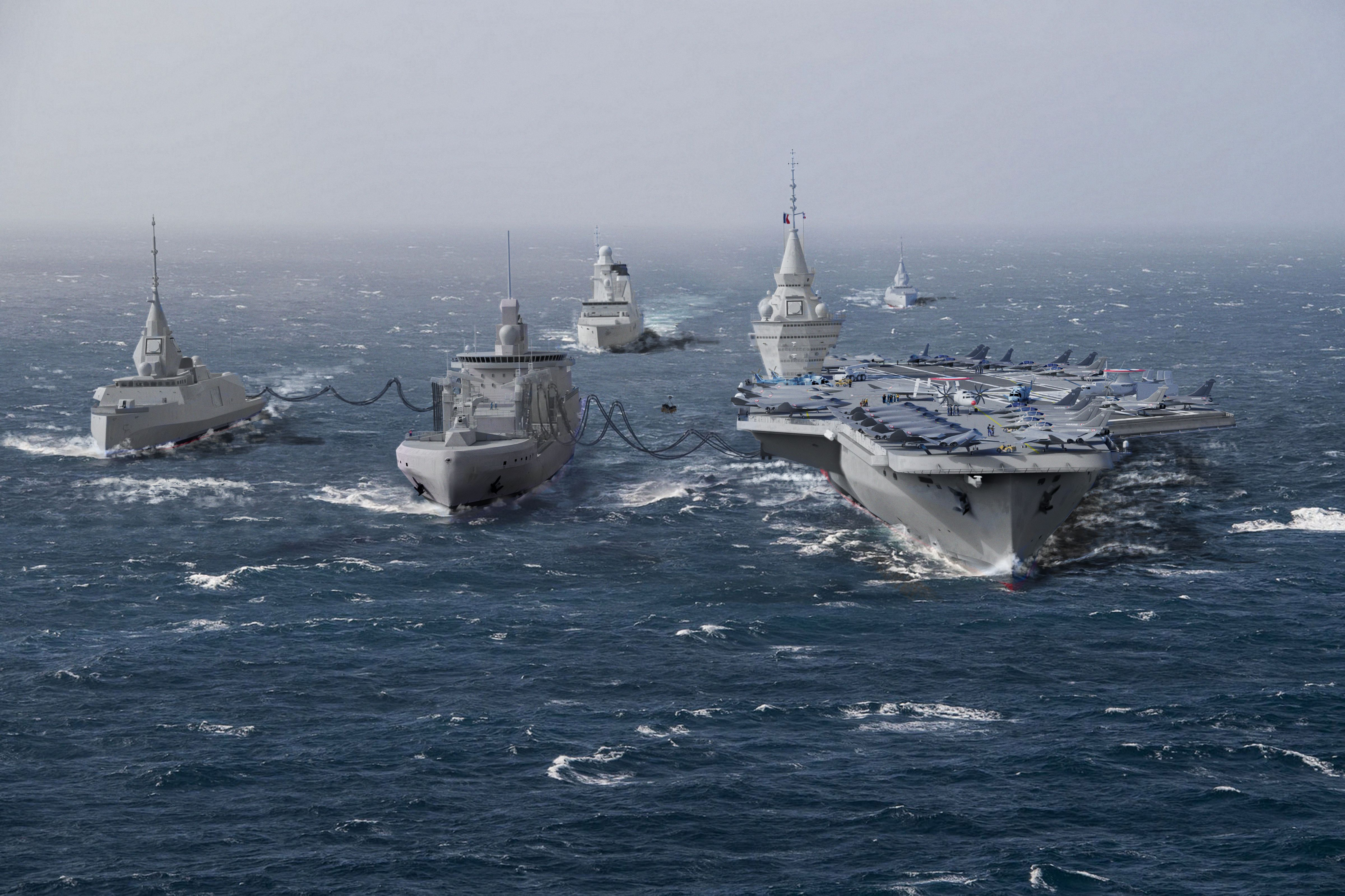
Flotte française prévue pour la fin des années 2030 : un Bâtiment ravitailleur de forces en Ravitaillement à la Mer (RAM) simultané avec le Porte-avions de nouvelle génération et une Frégate de défense et d'intervention.

La classe Amiral Ronarc'h (frégate) est très reconnaissable grâce à son étrave inversée qui ne provoque pas de chocs (slamming) par grosse mer, évitant les vibrations qui peuvent dégrader les équipements et la coque elle-même (gage de durabilité), qui améliore le confort de l'équipage, tout en améliorant substantiellement sa furtivité, la stabilité et la tenue à la mer. Un léger inconvénient est induit par la création d'un brouillard qui implique une utilisation plus fréquente des essuie-glaces. 
Elle a une longueur de 122 mètres (119 entre perpendiculaires) pour un maître-bau de 17,7 mètres, un tirant d'eau de 6,4 mètres, un déplacement de 4 460 tonnes à pleine charge, une propulsion diesel et combinés (acronyme CODAD en anglais) de 32 MW [quatre moteurs diesels MTU 16V 8000 M91L associés à deux lignes d’arbre], une vitesse maximale de 27 nœuds, une distance franchissable de 5 000 nautiques à 15 nœuds et un équipage de 125 marins (dont 15 pour le détachement aviation), et des logements pour un total de 150 personnes, qui pourrait être augmenté par la suite.
La mature est imposante, d'une masse de 150 tonnes pour 45 m de hauteur. La base accueille le central opérations tandis que le premier étage contient le centre de données. Au-dessus se trouve le local contenant les équipements de guerre électronique. Son capteur principal est le radar à antenne active Sea Fire 500 de Thales disposé sur le mât unique, qui peut assurer une veille aérienne jusqu'à 500 km et une veille surface jusqu’à 80 km, de qualité supérieure à celui des dernières FREMM. Elle dispose sur 360° de douze capteurs image jour-nuit coordonnés par le système de veille optronique panoramique [acronyme SWOP] logé dans un local dédié (ce qui est une innovation), qui permet de caractériser les menaces et d'organiser les réponses adaptées. Pour cela, le SWOP peut aussi s'appuyer sur des systèmes Paseo XLR de Safran, systèmes optroniques performants qui peuvent faire de la désignation d'objectif. Deux effecteurs non létaux (puissants stroboscopes ou ultrasons) permettent de dissuader ou de gêner des menaces légères.
Elle emporte dans la version initiale pour la marine nationale le système de gestion de combat SETIS, un canon Otobreda 76 mm, deux canons téléopérés de calibre 20 mm, un système de lancement vertical de 16 cellules Sylver A50 emportant des missiles surface-air Aster 30, huit missiles antinavires Exocet MM40. Depuis 2020, une réflexion est en cours pour les doter, comme les frégates multimissions, de missiles de croisière navals (MDcN).
En matière de lutte anti-sous-marine, elle dispose d'un sonar de coque Kingklip Mark 11un peu moins puissant que celui des FREMM, d'une nouvelle version compacte et modulable du sonar remorqué CAPTAS-4 (en), qui équipe actuellement celles-ci. Ce sonar offre la même détection très longue portée tout en ayant une encombrement réduit de 50 % et une masse allégée de 20 %,, d'une antenne linéaire remorquée (plus courte et donc capable de moins de profondeur d'analyse, mais avec des traitements numériques supérieurs) et de deux lance-leurres ASM fournis par Thales, et de deux double-tubes lance-torpilles pour MU90.
Elle embarquera un hélicoptère H160M (au lieu d'un NH90 NFH sur les FREMM) déployable jusqu'à un état de mer force 5. Elle dispose d'une soute à torpilles et missiles antinavires légers [ANL] qui lui sont destinés ; et un drone à voilure tournante. Sur la plate-forme, les aéronefs sont sécurisés par des canons à mousse téléopérés. Sa drome peut être constituée par exemple d'une ECUME NG et d'une embarcation de drome opérationnelle de nouvelle génération.
Elle dispose d'un hôpital avec deux lits médicalisés, d'équipements de radiologie et échographie, embarque un médecin et un infirmier.

### Version export
Pour l'exportation, les frégates peuvent avoir des caractéristiques différentes selon le client. La modularité du système de combat SETIS permet de prendre en charge un canon de calibre 127 mm ou 76 mm, 16 ou 32 cellules Sylver A50 et autres systèmes d'armes. Elles peuvent maintenir une vitesse de 25 à 29 nœuds et embarquer un hélicoptère de la classe des 10 tonnes.
Les FDI grecques sont très proches des frégates françaises, mais disposent d'un armement plus puissant. Elles partagent la tourelle de calibre 76 mm, les deux canons téléopérés de calibre 20 mm, les deux lanceurs de missiles antinavires Exocet MM40 Block 3C ou encore le radar Seafire 500. Mais celles commandées par Athènes seront dotées de 32 cellules Sylver A50 emportant des missiles surface-air Aster 30 — au lieu de 16 —, de 2 triples lance-torpilles pour MU-90 — au lieu d’un double —, d’un système antiaérien à courte portée RAM ainsi que de brouilleurs et de leurres antimissiles et antitorpilles. Mais en 2024, la Grèce annonce que trois de ses navires seront équipés de silos Sylver A70 qui leur permettront d'emporter indifféremment des Aster ou des missiles de croisière navals (MDcN).

## Utilisateurs

### France
La Marine nationale recevra 5 unités de 2025 à 2032, qui formeront la classe Amiral Ronarc'h. Elles ont reçu le nom d'amiraux du XXe siècle, dévoilés au public le 24 octobre 2019.
| indicatif visuel | Nom             | Première découpe | Mise sur cale    | Mise à l'eau    | Essais en mer  | Livraison | Service actif | Base navale |
| ---------------- | --------------- | ---------------- | ---------------- | --------------- | -------------- | --------- | ------------- | ----------- |
| D660             | Amiral Ronarc'h | 24 octobre 2019  | 16 décembre 2021 | 7 novembre 2022 | 7 octobre 2024 | 2025      |               | Brest       |
| D661             | Amiral Louzeau  | 12 juillet 2023  |                  |                 |                | 2027      |               | Brest       |
| D662             | Amiral Castex   | 11 Octobre 2024  |                  |                 |                | 2028      |               |             |
| D663             | Amiral Nomy     | 12 avril 2025    |                  |                 |                | 2031      |               |             |
| D664             | Amiral Cabanier |                  |                  |                 |                | 2032      |               |             |

### Grèce
Le 28 septembre 2021, le président Emmanuel Macron et le Premier ministre grec Kyriákos Mitsotákis signent à Paris un protocole d'accord pour la livraison par Naval Group à la Grèce, dans le cadre du partenariat stratégique entre les deux pays, de trois FDI construites à Lorient, pour un montant global estimé à 3 milliards d'euros, incluant le maintien en condition opérationnelle (MCO) pendant trois ans. Une quatrième frégate est en option. Le contrat a été signé le 24 mars 2022 à Athènes, en présence de la ministre des Armées Florence Parly. Afin de pouvoir livrer la première FDI grecque en 2025, sa construction a été lancée dès octobre 2021, sans attendre la signature définitive du contrat.
En 2024, la Grèce annonce qu'elle souhaite en acquérir une quatrième et que trois de ses FDI pourront embarquer des missiles de croisière navals (MdCN).
Le 4 juin 2025, le ministre de la Défense grec Dendias confirme l'intention de son gouvernement d'acquérir une quatrième unité.
| indicatif visuel | Nom           | Première découpe | Mise sur cale   | Mise à l'eau       | Essais en mer | Livraison | Service actif | Base navale |
| ---------------- | ------------- | ---------------- | --------------- | ------------------ | ------------- | --------- | ------------- | ----------- |
| F601             | Kimon         | octobre 2021     | 21 octobre 2022 | 28 septembre 2023, | 22 mai 2025   | fin 2025  |               |             |
| F602             | Nearchos      | 13 juillet 2022, | 7 juillet 2023  | 18 septembre 2024  |               | mi-2026   |               |             |
| F603             | Formion       | 15 mai 2023      | 15 avril 2024   | 28 mai 2025        |               | fin 2026  |               |             |
| F604             | Thermistocles | 5 juin 2025      |                 |                    |               | 2028      |               |             |